# Мадхавендра Пурі

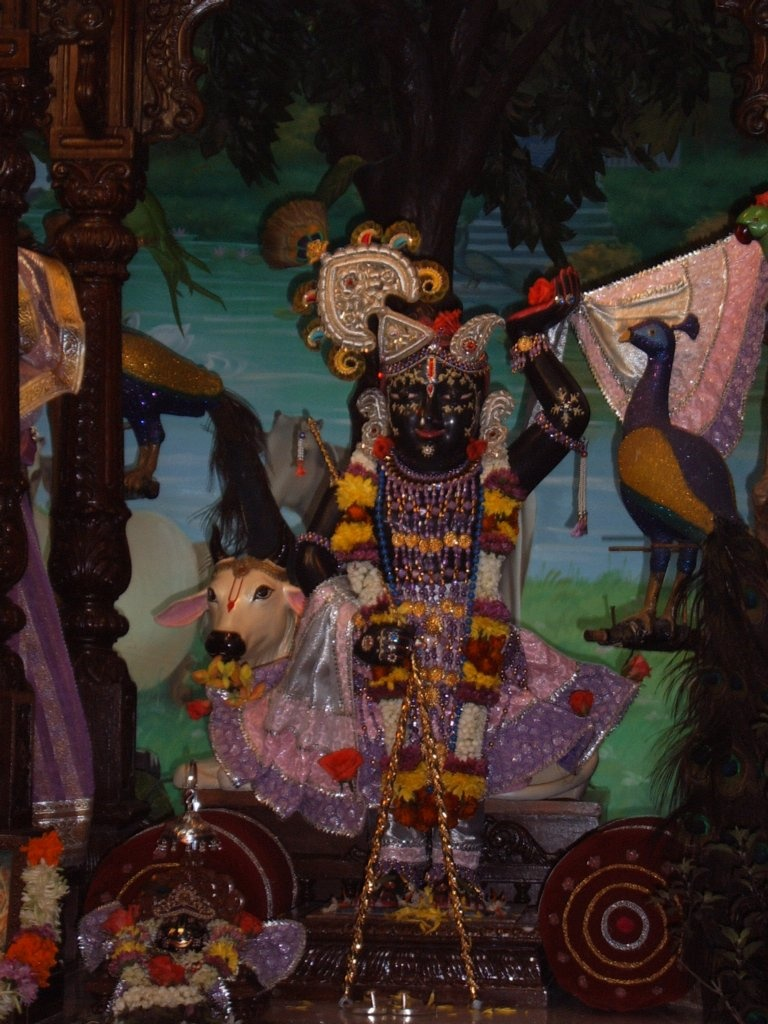
Божество Шрінатхджі

Мадхавендра Пурі ( Mādhavendra Purī IAST) —  вайшнавський святий XIV — XV століття . Вважається основоположником поклоніння  Крішни в умонастрої подружньої любові (Мадхур-раса). Мадхавендра Пурі був учнем Лакшміпаті Тіртха і засновником вайшнавских центрів в  Матхуре і Вріндаван. У Мадхавендри Пурі було багато учнів, серед яких найвизначнішими були Ишвара Пурі і Адвайта Ачар'я.

## Біографія
Основним джерелом про життя Мадхавендри Пурі є «Чайтанья-чарітамріта». Дуже мало відомо про ранні роки життя цього святого. У більшості джерел описується вже більш пізній період його життя після прийняття Санньяса (відреченого способу життя). Будучи монахом-санньясіном, Мадхавендра зробив паломництво по всій  Індії. Він провів залишок свого життя в святих місцях в  Оріссі і під Вріндавані.
Відомо, що Мадхавендра Пурі був санньясіном Шанкара —  сампрадаі. Згідно Гаудія-вайшнавізськи | Гауді-вайшнавских джерел, Мадхавендра Пурі належав до  парампарі  Мадхвачарьі, що підтверджується такими книгами як «Гаура-ганоддеша-Дипика», «Прамея-ратнавалі» та працями Гопалагуру Госвамі. У «Гаурі-ганоддеша-Дипика» згадується одна з версій цієї парампари, що знаходиться у відповідності з іншими історичними згадками.
Мадхавендра Пурі почав поклоніння  божеству Шрінатхджі у Вріндавані. згідно з переказами, він дивним чином виявив це божество недалеко від священного пагорба Говардхан. Шрінатхджі згодом поклонявся Валлабга — послідовник Вішнусвамі в  Рудра-сампрадаї і основоположник традиції пуштімарга. В « Чайтанья-чарітамріте» описується, що для Валлабхі було також характерно умонастрій  Мадхур-раси.
Також описується, що Мадхавендра Пурі чудесним чином отримував настанови і дари від божества Крішни в Ремун (Орісса), відомому як Кшірачора-Гопінатх. Відповідно до одного з переказів, один раз божество послало його на пошуки особливої сандал овой пасти в Малайські гори в  Південної Індії.
Мадхавендра Пурі ще до  Чайтаньї проповідував принципи Гауді-вайшнавізм. Деякі дослідники навіть називають Мадхавендру Пурі початковим засновником Гауді-вайшнавізму. Чайтанья прийняв як свого дікша — гуру найближчої учня Мадхавендри Пурі —  Ішвару Пурі.
Мадхавендра Пурі помер в Ремун, де і розташований його  самадхи.